# Hyakuen no koi
Pour plus de détails, voir Fiche technique et Distribution.
Hyakuen no koi (百円の恋) est un film dramatique japonais réalisé par Masaharu Take et sorti en 2014.
Le film est sélectionné comme entrée japonaise pour l'Oscar du meilleur film en langue étrangère lors de la 88e cérémonie des Oscars qui a eu lieu en 2016.

## Synopsis
Ichiko, âgée de 32 ans, vit toujours chez ses parents, sans aucune activité constructive, jusqu'à ce que sa petite sœur récemment divorcée décide de revenir y habiter aussi avec son jeune fils. La cohabitation entre les deux sœurs se passe mal et Ichiko finit, après une dispute, par quitter brutalement le domicile. Pour subvenir à ses besoins, elle doit prendre un petit boulot de nuit dans un « 100 Yen shop ». Elle se prend d'affection pour le boxeur Yuji Kano qui s’entraine à proximité, et passe régulièrement au magasin acheter des bananes. Elle se rapproche petit à petit de lui, et se trouve entrainée elle-même dans le monde de la boxe,.

## Fiche technique
- Titre original : 百円の恋 (Hyakuen no koi?)
- Autre titre : 100 Yen Love[1]
- Réalisation : Masaharu Take
- Scénario : Shin Adachi (ja)
- Photographie : Hiromitsu Nishimura
- Montage : Chieko Suzaki
- Production : Gen Satō, Toramatsu Mamiya, Mitsuru Kurosawa, Kazue Katō, Yoshinori Kanō et Yūji Hiratai
- Musique : Shōgo Kaida (ja)
- Pays de production :  Japon
- Langue originale : japonais
- Format : couleur - 1:1.85
- Genre : drame, romance
- Durée : 113 minutes
- Date de sortie :
  - Japon : 20 décembre 2014[4]

## Distribution
- Sakura Andō : Ichiko
- Hirofumi Arai : Yuji Kano
- Miyoko Inagawa (ja) : Keiko
- Yōzaburō Itō (ja) : Takao
- Osamu Shigematsu (ja) : Kinoshita
- Toshie Negishi : Ikeuchi
- Tadashi Sakata (ja) : Noma
- Saori Koide (ja) : Fumiko
- Shōhei Uno (ja) : Okano
- Yūki Okita : Sada-san
- Kaito Yoshimura : Nishimura
- Shin'ichirō Matsuura (ja) : Kobayashi, l'entraîneur d'Ichiko

## Distinctions

### Récompenses
- Blue Ribbon Awards 2015 : prix de la meilleure actrice pour Sakura Andō[5]
- Prix Kinema Junpō 2015 : prix de la meilleure actrice pour Sakura Andō
- Japanese Professional Movie Awards 2015 : prix du meilleur film et prix du meilleur réalisateur pour Masaharu Take[6]
- Japan Academy Prize 2016 : prix du meilleur scénario pour Shin Adachi (ja) et prix de la meilleure actrice pour Sakura Andō[7]

### Nominations
- Japan Academy Prize 2016 : prix du meilleur film et du meilleur réalisateur pour Masaharu Take, prix du meilleur acteur dans un second rôle pour Hirofumi Arai[7]